# Goodness Gracious
Goodness Gracious – singiel brytyjskiej piosenkarki i kompozytorki Ellie Goulding wydany jako trzeci i ostatni z Halcyon Days (2013) 13 stycznia 2014. Utwór pochodzi z reedycji drugiego albumu studyjnego wokalistki wydanego w 2012 – Halcyon. Piosenkę napisali: Greg Kurstin, Nate Ruess oraz Ellie Goulding.

## Tło
W wywiadzie dla magazynu Rolling Stone, Ellie Goulding opisała utwór – „Piosenka jest o poniżaniu się, ponieważ nie myślisz jasno i nie jesteś sprawiedliwy. Byłam w sytuacjach, w których wiedziałam, że ktoś nie jest dla mnie odpowiedni, a jednak ciągle do tej osoby wracałam”.

## Wyniki komercyjne
Singiel zadebiutował w UK Singles Chart na pozycji 124, „Goodness Gracious” wspiął się na numer 86, sprzedając 2867 egzemplarzy. Piosenka wspięła się na miejsce 49. w następnym tygodniu, sprzedając 5061 kopii. W czwartym tygodniu na liście singiel sprzedał się w liczbie 7254 egzemplarzy, osiągając 36. miejsce. W szóstym tygodniu „Goodness Gracious” skoczył z 26. na 16. miejsce notowania ze sprzedażą 16 233 egzemplarzy, stając się dziesiątym singlem Goulding w pierwszej dwudziestce w Wielkiej Brytanii. Łącznie piosenka spędziła dziewięć tygodni w notowaniu UK Singles Chart, kończąc na pozycji 82.

## Teledysk
Goulding zaprezentował zwiastun teledysku do „Goodness Gracious” 31 grudnia 2013 roku. Wideo, wyreżyserowane przez Kingę Burzę, zostało nakręcone w Los Angeles, a premiera odbyła się 5 stycznia 2014 roku.

## Lista utworów
- Digital download[9]

1. Goodness Gracious – 3:46
2. Goodness Gracious (Chainsmokers Extended Remix) – 4:19
3. Goodness Gracious (Honest Remix) – 4:36

- Digital download – The Chainsmokers Extended Remix[10]

1. Goodness Gracious (The Chainsmokers Extended Remix) – 4:19

## Personel
- Ellie Goulding – wokal prowadzący, autorstwo piosenek
- Serban Ghenea – miksing
- John Hanes – kierownictwo miksowania
- Joe Kearns – kierownictwo wokalne i produkcyjne
- Greg Kurstin – kierownictwo, instrumenty klawiszowe, programowanie, tekst, produkcja wokalna
- Alex Pasco – kierownictwo dodatkowe
- Nate Ruess – tekst, wokal dodatkowy
- Jesse Shatkin – kierownictwo dodatkowe

Źródło []

## Notowania
| Lista (2014)               | Najwyższa pozycja |
| -------------------------- | ----------------- |
| Australia (ARIA)           | 39                |
| Belgia (Ultratop Flanders) | 5                 |
| Belgia (Ultratop Wallonia) | 19                |
| Czechy (Rádio Top 100)     | 25                |
| Irlandia (IRMA)            | 10                |
| Szkocja (OCC)              | 13                |
| Słowacja (Rádio Top 100)   | 25                |
| Wielka Brytania (OCC)      | 16                |

## Historia wydania
| Region          | Data             | Format                                             | Wytwórnia               |
| --------------- | ---------------- | -------------------------------------------------- | ----------------------- |
| Wielka Brytania | 13 stycznia 2014 | Premiera radiowa                                   | Polydor                 |
| Australia       | 21 lutego 2014   | Digital download                                   | Universal               |
| Austria         | 21 lutego 2014   | Digital download                                   | Universal               |
| Finlandia       | 21 lutego 2014   | Digital download                                   | Universal               |
| Irlandia        | 21 lutego 2014   | Digital download                                   | Polydor                 |
| Holandia        | 21 lutego 2014   | Digital download                                   | Universal               |
| Nowa Zelandia   | 21 lutego 2014   | Digital download                                   | Universal               |
| Szwajcaria      | 21 lutego 2014   | Digital download                                   | Universal               |
| Wielka Brytania | 23 lutego 2014   | Digital download                                   | Polydor                 |
| Belgia          | 24 lutego 2014   | Digital download                                   | Universal               |
| Włochy          | 24 lutego 2014   | Digital download                                   | Universal               |
| Norwegia        | 24 lutego 2014   | Digital download                                   | Universal               |
| Portugalia      | 24 lutego 2014   | Digital download                                   | Universal               |
| Hiszpania       | 24 lutego 2014   | Digital download                                   | Universal               |
| Szwecja         | 24 lutego 2014   | Digital download                                   | Universal               |
| Australia       | 18 kwietnia 2014 | Digital download – The Chainsmokers Extended Remix | Universal               |
| Finlandia       | 18 kwietnia 2014 | Digital download – The Chainsmokers Extended Remix | Universal               |
| Holandia        | 18 kwietnia 2014 | Digital download – The Chainsmokers Extended Remix | Universal               |
| Nowa Zelandia   | 18 kwietnia 2014 | Digital download – The Chainsmokers Extended Remix | Universal               |
| Szwajcaria      | 18 kwietnia 2014 | Digital download – The Chainsmokers Extended Remix | Universal               |
| Belgia          | 21 kwietnia 2014 | Digital download – The Chainsmokers Extended Remix | Universal               |
| Włochy          | 21 kwietnia 2014 | Digital download – The Chainsmokers Extended Remix | Universal               |
| Norwegia        | 21 kwietnia 2014 | Digital download – The Chainsmokers Extended Remix | Universal               |
| Portugalia      | 21 kwietnia 2014 | Digital download – The Chainsmokers Extended Remix | Universal               |
| Hiszpania       | 21 kwietnia 2014 | Digital download – The Chainsmokers Extended Remix | Universal               |
| Szwecja         | 21 kwietnia 2014 | Digital download – The Chainsmokers Extended Remix | Universal               |
| Kanada          | 22 kwietnia 2014 | Digital download – The Chainsmokers Extended Remix | Cherrytree · Interscope |
| USA             | 22 kwietnia 2014 | Digital download – The Chainsmokers Extended Remix | Cherrytree · Interscope |
| Austria         | 23 kwietnia 2014 | Digital download – The Chainsmokers Extended Remix | Universal               |